# Liste der Außenminister Afghanistans
Liste der Außenminister Afghanistans.

## Außenminister
- 1907 bis 1917: Mirza Ghulam Mohammad Mir Munsi
- 1917 bis 1919: Sardar Mohammed Aziz Khan
- März 1919 bis Juni 1922: Mahmud Tarzi
- 1922 bis 1924 Mohammad Wali Darwazi
- 1924: Sardar Schir Ahmad (* 1885)
- September 1924 bis Januar 1927: Mahmud Tarzi
- 1927: Ghulam Siddiq Charkhi
- 1927 bis 1928: Mohammad Wali Darwazi
- 1928 bis 1929: Ghulam Siddiq Charkhi
- 1929: Ata al-Haq
- 1929: Mohammad Wali Darwazi
- 1929: Ali Mohammad Khan
- 1929 bis 1938: Faiz Mohammad Khan Zakariya
- 1938 bis 1952: Ali Mohammad Khan
- 1952 bis 1953: Sultan Ahmad Khan Sherzoi (* 1892)
- 1953: Sultan Mohammad Khan
- 1953 bis 1963: Mohammad Naim Khan[1]
- 1963 bis 1965: Mohammad Yusuf
- 2. November 1965 bis 25. Juli 1971: Mohammad Nur Ahmad Etemadi
- 25. Juli 1971 bis 18. Juli 1973: Mohammad Musa Schafiq
- 10. März 1963 bis 2. November 1965: Mohammad Yusuf
- 18. Juli 1973 bis 27. April 1978: Mohammed Daoud Khan
- 1. März 1978 bis 27. Dezember 1979: Hafizullah Amin
- 1979: Schah Wali (* 1939)
- 1979 bis 1986: Schah Mohammad Dost (* 1929)
- 1986 bis 1992: Mohammad Abdul Wakil
- 1992 bis 1993: Sayed Solaiman Gilani
- 1993 bis 1994: Hedayat Amin Arsala (* 1942)
- 1994 bis 1996: Nadschibullah Lafraie
- 1996 bis 1997: Abdul Rahim Ghafoorzai (ab Okt. 1996 Exil bzw. Nord Allianz)
- 1998 bis 1999: Mohammed Hassan Achund
- 1999 bis 2001: Abdullah Abdullah (Exil bzw. Nord Allianz)
- 1996 bis 1997: Mullah Mohammad Ghous (* 1961, Taliban)
- 1997 bis 1998: Mullah Abdul Dschalil (* 1961, Taliban)
- 27. Oktober 1999 bis 13. November 2001: Wakil Ahmed Muttawakil (Taliban)
- 2001 bis 22. März 2006: Abdullah Abdullah
- 22. März 2006 bis 2010: Rangin Dadfar Spanta
- 10. Januar 2010 bis 5. Oktober 2013: Zalmay Rassoul
- 28. Oktober 2013 bis 12. Dezember 2014: Zarar Ahmad Osmani
- 12. Dezember 2014 bis 1. Februar 2015: Atiqullah Atifmal
- 1. Februar 2015 bis 23. Oktober 2019: Salahuddin Rabbani
- 30. Oktober 2019 bis 22. Januar 2020: Idrees Zaman
- 22. Januar 2020 bis 4. April 2020: Mohammad Haroon Chakhansuri
- 4. April 2020 bis 15. August 2021: Mohammad Hanif Atmar
- seit 7. September 2021: Amir Khan Muttaqi